# Mangalmé
Mangalmé és una sotsprefectura i capital del departament de Mangalmé, regió de Guéra, Txad.